# Espinacas a la catalana

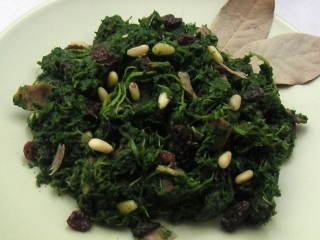
Espinacas con pasas y piñones.

Las espinacas a la catalana, conocidas como espinacas con pasas y piñones, es una manera de cocinar las espinacas muy típica en Cataluña y en España en general. 

## Características
Éstas se saltean en una sartén con un poco de aceite, ajo, pasas y piñones. A veces se añade cebolla picada y tiritas de beicon o de jamón serrano. Además de ser un plato por sí mismo, se trata también de una base muy utilizada para rellenar empanadillas, empanadas, para poner sobre cocas, como relleno en canelones y lasañas, etc.
- Datos: Q3589163